# Бузов'язбаш
Бузов'язба́ш (рос. Бузовьязбаш, башк. Боҙаяҙбаш) — присілок у складі Кармаскалинського району Башкортостану, Росія. Входить до складу Бузов'язівського сільської ради.
Населення — 77 осіб (2010; 108 в 2002).
Національний склад:
- татари — 79 %